# Nørrebro Lokalhistoriske Forening og Arkiv
Nørrebro Lokalhistoriske Forening og Arkiv blev stiftet i 1983. Foreningens formål er at indsamle og bevare de historiske minder fra Nørrebro samt udbrede kendskabet til bydelens historie. Desuden arrangerer foreningen også byvandringer, foredrag og museumsbesøg og hver år bliver der udgivet et årsskrift
Nørrebro Lokalhistoriske Forening og Arkiv drives af frivillige og har til huse på Biblioteket Blågården på Blågårds Plads.
Arkivet opbevares i kælderen på Bibliotek Blågården samt det tidligere hospital og plejehjem Skt. Joseph, Griffenfeldsgade på Nørrebro.

## Udgivelser
- Årsskrift (årligt)
- Nørrebrohistorier – Fra Fedtemadder til Fædregruppen (2008)
- Nørrebro — Træk af en bydels historie (1997)